# Myokarditida
Myokarditida (z angl. myocarditis) je zánět srdeční svaloviny, nejčastěji infekčního původu. Zánět myokardu může vést k srdečnímu selhání a v některých případech i smrti. U lidí se projevuje velmi různorodě – bolestí na hrudi, horečkou, arytmií, nevolností, periferními edémy, zadýchaností. U každého člověka je to jiné. Může svými příznaky připomínat infarkt myokardu.